# Litteraturåret 2003

## Händelser

### September
- 16 september – Bokhandlare Shah Muhammad från Kabul kommer till Oslo för att inleda en juridisk process i 17 länder mot journalisten och författaren Åsne Seierstad, eftersom hennes Bokhandlaren i Kabul avslöjar intima familjehemligheter som enligt Shah Muhammad utsätter hans nära och kära för fara om de blir kända utanför Afghanistan.[1]

## Priser och utmärkelser
- Nobelpriset – J.M. Coetzee, Sydafrika[2]
- Augustpriset
  - Skönlitterär bok: Kerstin Ekman för Skraplotter (Bonniers)
  - Fackbok: Nils Uddenberg för Idéer om livet (Natur & Kultur)
  - Barn- och ungdomsbok: Johanna Thydell för I taket lyser stjärnorna (Natur & Kultur)
- ABF:s litteratur- & konststipendium – Agneta Elers-Jarleman
- Aftonbladets litteraturpris – Lars Mikael Raattamaa
- Aniarapriset – Lars Gustafsson
- Astrid Lindgren-priset – Sven Nordqvist
- Axel Hirschs pris – Gunnar Eriksson
- Bellmanpriset – Tua Forsström
- BMF-plaketten – Anders Paulrud för Ett ögonblicks verk
- BMF-Barnboksplaketten – Johanna Thydell för I taket lyser stjärnorna
- Borås Tidnings debutantpris – Daniel Sjölin för Oron bror
- Dan Andersson-priset – Pär Sörman
- De Nios Stora Pris – Ann Jäderlund
- De Nios Vinterpris – Gabriela Melinescu, Thomas Tidholm
- Disapriset – Fredrik Lindström
- Doblougska priset – Mare Kandre och Anders Palm, Sverige samt Bjørn Aamodt och Rune Christiansen, Norge
- Ekelöfpriset – Eva Runefelt
- Elsa Thulins översättarpris – Ann-Mari Seeberg
- Emil-priset – Eva Bexell
- En bok för allas litterära humorpris – Eva Lindström för Vid bergets långa breda fot
- Franz Kafka-priset – Péter Nádas
- Gerard Bonniers pris – Jan Stolpe
- Gerard Bonniers essäpris – Åsa Beckman
- Gerard Bonniers lyrikpris – Ulf Eriksson
- Gleerups skönlitterära pris – Sigrid Combüchen
- Gleerups facklitterära pris – Nils Uddenberg
- Gun och Olof Engqvists stipendium – Folke Isaksson
- Gustaf Fröding-sällskapets lyrikpris – Barbro Lindgren
- Göteborgs-Postens litteraturpris – Ellen Mattson
- Göteborgs Stads författarstipendium – Lotta Lotass, Ulf Karl Olov Nilsson och Marie Oskarsson
- Hedenvind-plaketten – Per Gunnar Evander
- Ivar Lo-priset – Per Gunnar Evander
- John Landquists pris – Johan Asplund
- Kallebergerstipendiet – Kerstin Norborg
- Karin Boyes litterära pris – Marie Silkeberg
- Katapultpriset – Pauline Wolff för Bilder av Malin
- Kellgrenpriset – Thomas von Vegesack
- Kulla-Gulla-priset – Bo R Holmberg
- Kungliga priset – Erland Josephson
- Letterstedtska priset för översättningar – Jens Nordenhök för översättningen av Cervantes Don Quijote
- Litteraturklubbens stora litteraturpris – Peter Englund för Tystnadens historia och andra essäer
- Litteraturpriset till Astrid Lindgrens minne – Christine Nöstlinger, Österrike och Maurice Sendak, USA[3]
- Lotten von Kræmers pris – Sigrid Kahle
- Lundequistska bokhandelns litteraturpris – Sigrid Kahle
- Lydia och Herman Erikssons stipendium – Aris Fioretos
- Moa-priset – Anita König
- Nordiska rådets litteraturpris – Eva Ström, Sverige för Revbensstäderna
- Samfundet De Nios Särskilda pris – Lars Ardelius
- Schückska priset – Eva Haettner Aurelius
- Signe Ekblad-Eldhs pris – Bodil Malmsten
- Siripriset – Kristina Lugn för Hej då, ha det så bra!
- Slovenska Prešerenpriset – Florjan Lipuš[4]
- Stiftelsen Selma Lagerlöfs litteraturpris – P.C. Jersild
- Stig Carlson-priset – Catharina Gripenberg
- Stig Sjödinpriset – Bernt-Olov Andersson
- Stina Aronsons pris – Stewe Claeson
- Stipendium till Harry Martinsons minne – Jacques Werup
- Studieförbundet Vuxenskolans författarpris – Sven Olov Karlsson
- Svenska Akademiens nordiska pris – Lars Norén, Sverige
- Svenska Akademiens tolkningspris – Paul Britten Austen
- Svenska Akademiens översättarpris – Kjell Johansson
- Svenska Dagbladets litteraturpris – Christine Falkenland för Öde
- Sveriges Essäfonds pris – Karolina Ramqvist
- Sveriges Radios Romanpris – Torgny Lindgren för Pölsan
- Sveriges Radios Novellpris – Erik Wijk för novellen Vid staketet
- Sveriges Radios Lyrikpris – Marie Silkeberg
- Tegnérpriset – Stewe Claeson
- Tidningen Vi:s litteraturpris – Astrid Trotzig
- Tollanderska priset – Merete Mazzarella
- Tucholskypriset – Jun Feng, Kina
- Årets bok-Månadens boks litterära pris – Anders Paulrud
- Österrikiska statens pris för europeisk litteratur – Cees Nooteboom
- Övralidspriset – Carl-Henning Wijkmark

## Nya böcker

### A – G
- ABC av Torgny Lindgren
- Berättaren. En gäckande röst i texten av Lars-Åke Skalin
- Da Vinci Koden av Dan Brown
- De ondas kloster av P.C. Jersild
- De utvalda av David Eddings
- Dekanen av Lars Gustafsson
- Den vita liljan av Elisabet Nemert
- Den röda vargen av Liza Marklund
- Det brinnande barnet av Gunnar Harding
- Det innersta rummet av Elizabeth George
- Det är fortfarande ingen ordning på mina papper av Bodil Malmsten
- Dunklets korsväg av Robert Jordan
- Dödligt svek av Jan Mårtenson
- Efter alla år av saknad - The Summer that Never Was av Peter Robinson
- Eldsmärket av Liselott Willén
- Emilia på bondgården av Anna Dunér
- En annan tid, ett annat liv av Leif G.W. Persson
- En gåtfull vänskap av Yoko Ogawa
- En midsommarnattsdröm av Arne Dahl
- En simtur i sundet av Sigrid Combüchen
- Ett öga rött av Jonas Hassen Khemiri[5]
- Företagens makt och makten över företagen av C.-H. Hermansson
- Försök med ett århundrade av Göran Tunström (postumt)

### H – N
- Harry Potter och Fenixorden av J.K Rowling
- Hej då, ha det så bra! av Kristina Lugn
- Hobbyfrälsaren av Anders Jacobsson och Sören Olsson[6]
- Idun - Sagan om Valhalla av Johanne Hildebrandt
- Imago av Eva-Marie Liffner
- Ixander vid Metasoxl av Hansi Linderoth
- Kapital av Stig Sæterbakken
- Knivens sång av David Eddings
- Lila hibiskus av Chimamanda Ngozi Adichie
- Lätt byte – To the Nines av Janet Evanovich
- Mord på menyn av Jan Mårtenson
- Hundra år av gemenskap  – i kamp för socialism och människovärde av Moa Elf Karlén
- Inlåst och andra noveller av Johanna Holmström

### O – U
- Och hon ska vara röd av Annika Frostell
- Om snön av Durs Grünbein
- Orakelnatten av Paul Auster
- Ordet och köttet. Om teorin kring litterära karaktärer av Lars-Åke Skalin
- Operation ökenolja av Mikael von Knorring
- Oslo-Passionen av Håkan Sandell
- Silverkronan av Anna Jansson
- Skraplotter av Kerstin Ekman
- Solstorm av Åsa Larsson[5]
- Sommarförföraren av Anders Jacobsson och Sören Olsson[6]
- Sune och Tant Tonåring av Anders Jacobsson och Sören Olsson[7]
- Sunnanäng av Astrid Lindgren (postumt)[8]
- Södermalmsmorden av Lars Bill Lundholm
- Två nötcreme och en Moviebox av  Filip Hammar och Fredrik Wikingsson

### V – Ö
- Visions of Sugar Plums av Janet Evanovich

## Avlidna
- 19 januari – Erik Müller, 87, svensk författare, manusförfattare och filmkritiker.
- 26 januari – Gustaf von Platen, 85, svensk journalist och författare.
- 6 februari – José Craveirinha, 80, en moçambikisk författare och journalist.
- 7 mars – Monica Hughes, 77, kanadensisk barnboksförfattare.
- 22 april – Maria Wine, 90, svensk författare.
- 15 maj – Rune Waldekranz,91,  svensk filmproducent, manusförfattare, författare och filmforskare.
- 17 juni – Elsa Grave, 85, svensk författare och bildkonstnär.
- 17 juni – Paul Harland, 43, nederländsk science fiction-författare.
- 2 september – Stig Wallgren, 79, svensk reklamman, konstnär, kompositör, sångtextförfattare, artist och författare.
- 9 september – Brita af Geijerstam, 101, svensk författare och översättare.

### Fotnoter
1. ↑   När Var Hur 2003. DN
2. ↑  ”Nobelpriset i litteratur”. https://www.nobelprize.org/prizes/lists/all-nobel-prizes-in-literature/. Läst 20 mars 2011.
3. ↑   När Var Hur 2004. DN
4. ↑  Se Slovensk litteratur
5. 1 2  Gradvall, Nordström, Nordström, Rabe, Jan, Björn, Ulf, Anina. Tusen svenska klassiker. Norstedts Förlagsgrup. Läst 12
6. 1 2  Boktips
7. ↑  Sune Arkiverad 26 oktober 2011 hämtat från the Wayback Machine.
8. ↑  ”Astrid Lindgren”. http://www.astridlindgren.se/verken/bocker/bilderbocker. Läst 21 mars 2011.